# Aventurina
L'aventurina, o venturina, és una varietat de quars de color verd. Rep el seu nom de l'italià a ventura, que vol dir per casualitat.

## Característiques
És un mineral que es caracteritza per la presència d'inclusions de minerals laminars com ara algunes miques, fucsita o hematites, les quals li donen un efecte brillant o lluent. Aquestes inclusions es poden observar amb l'ajuda d'un microscopi, i a vegades amb una simple lent o a ull nu. S'acostuma a fer servir com a gemma. Les aventurines acostumen a trobar-se amb una tonalitat de verd que va des del ver pàl·lid fins a un verd mitjà. S'acostumen a tractar amb olis per fer enfosquir el color, i fins i tot arriben a tenyir-se per fer el color més atractiu. Se'n poden trobar aventurines d'altres colors, com el taronja, però el color més comú és el verd.